# Charli Baltimore
Charli "Chuck B. More" Baltimore, pseudonimo di Tiffany Lane (Filadelfia, 16 agosto 1974), è una rapper statunitense.
Nominata ad un Grammy Award e salita alla ribalta verso la metà degli anni 1990 e particolarmente conosciuta per la relazione con lo scomparso rapper The Notorious B.I.G..

## Biografia
La sua prima apparizione è in un video di Notorious B.I.G., e il pubblico si domanda chi sia, trovando sfogo nei pettegolezzi che la vogliono "fiamma" del rapper della East Coast, ma anche componente della Commission, trio che Notorious aveva intenzione di formare anche con Jay-Z. 
Scritturata per la Untertainment Records, etichetta di Lance Un Rivera, pubblica il singolo Money inserito nella colonna sonora del film Appuntamento a Brooklyn (Woo), guadagnandosi rapidamente l'appellativo di Femme Fatale dell'hip hop, prendendo il nome di Charli Baltimore da un personaggio del film The Long Kiss Goodnight (italiano Spy di Renny Harlin).
Il suo album di debutto, Cold As Ice, dimostra che l'artista di Philadelphia non si limita ad essere una ragazza bella, ma anche saper utilizzare al meglio il microfono, tanto che tre anni dopo, nel 2002, ottiene una nomination al Grammy Award per Best Female Rap Solo Performance, per il suo singolo Diary. 
Appare nel film di Spike Lee "Bamboozled" dove appartiene alla crew dei "Mau Mau" e canta assieme a Mos Def (leader delle crew) e gli altri componenti nel pezzo "Black iz black", colonna sonora del film in questione.
Più recentemente ha firmato un contratto con l'etichetta del rapper The Game, la Black Wall Street Records, ed ha partecipato al mixtape Stop Snitchin', Stop Lyin' nelle tracce Bounce Back e Testify. Charli ha anche una propria canzone, Swallow That Slug, nel mixtape di The Game You Know What It Is Volume 3.

## Discografia

### Album in studio
- 1999 - Cold as Ice

### Mixtape
- 2012 - Natural Born Khronicles
- 2013 - Hard 2 Kill

### Singoli
- 1998 - Money
- 1999 - Stand Up (feat. Ghostface Killah)
- 1999 - Feel It
- 1999 - Horse and Carriage (Remix)
- 2000 - Everybody Wanna Know
- 2000 - Charli
- 2002 - Nobody Does It Better (feat. Ashanti)
- 2002 - Diary
- 2002 - Hey Charli
- 2007 - Come Test Us (feat. Lil Wayne)
- 2008 - Lose It
- 2008 - P.S.
- 2011 - Machine Gun (Remix) (feat. Sally Anthony)
- 2012 - All Lies (feat. Maino)
- 2012 - Philly Stand Up (feat. Dutch)
- 2013 - B.M.B (feat. Trick Trick)
- 2013 - Hunnids (feat. Trick Track e Cash Paid)
- 2015 - Bed Full of Money

Come artista ospite
- 1998 - Harse & Carriage (Remix) (Cam'ron feat. Charli Baltimore, Big Pun, Wyclef Jean & Silkk the Shocker)
- 2002 - Down Ass Bitch (Ja Rule feat. Charli Baltimore)
- 2002 - Down 4 U (Irv Gotti feat. Ja Rule, Ashanti, Charli Baltimore & Vita)
- 2008 - Portrait of Love (Remix) (Cheri Dennis feat. Charli Baltimore)